# Sleep When I'm Dead
Pour la chanson de Bon Jovi, voir I'll Sleep When I'm Dead (chanson).
Singles de The Cure
Freakshow
(2008) The Perfect Boy
(2008)
Sleep When I'm Dead est une chanson du groupe britannique The Cure, sortie en single le 13 juillet 2008, troisième extrait de l'album 4:13 Dream  publié le 28 octobre 2008 sur le label Geffen Records.
Le single se classe à la première place des charts en Espagne. C'est le troisième numéro 1 consécutif après The Only One et Freakshow.
Le groupe joue la chanson en concert depuis mai 2008. C'est au départ une chanson écrite pendant les sessions d'enregistrement de l'album The Head on the Door, paru en 1985, et restée inédite.

## Contenu
Sleep When I'm Dead apparaît sur le single avec un mixage sensiblement différent que celui de l'album. En face B figure le titre inédit Down Under.
Liste des titres
1. Sleep When I'm Dead (Mix 13) - 3:51
2. Down Under - 3:05

## Clip
Le clip vidéo, filmé en noir et blanc, montre simplement le groupe en train de jouer la chanson en studio.
Les clips des trois autres singles tirés de l'album 4:13 Dream sont réalisés de la même façon. 

## Personnel
- Robert Smith - chant, guitare, claviers
- Porl Thompson - guitare
- Simon Gallup - basse
- Jason Cooper - batterie

## Classements hebdomadaires
| Classement (2008)              | Meilleure place |
| ------------------------------ | --------------- |
| Allemagne (GfK Entertainment)  | 80              |
| Australie (Kent Music Report)  | 84              |
| Écosse (OCC)                   | 18              |
| Espagne (PROMUSICAE)           | 1               |
| France (SNEP)                  | 36              |
| Royaume-Uni (UK Singles Chart) | 68              |